# Airco DH.18
El Airco DH.18 fue un avión de transporte biplano monomotor británico de la década de 1920, construido por Airco.

## Diseño y desarrollo

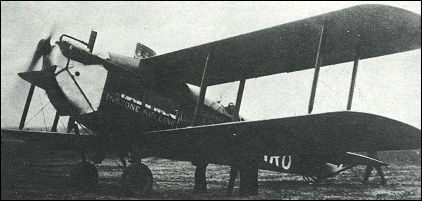
DH.18A G-EARO de Instone Air Lines.

El DH.18 fue diseñado y construido en 1919 por Airco como su primer avión específico para trabajos comerciales; aviones anteriores como el DH.16 eran modelos militares modificados. El DH.18 era un biplano monomotor, propulsado por un motor Napier Lion con alas de madera de dos vanos arriostradas mediante cables y un fuselaje delantero revestido de contrachapado. Tenía capacidad para ocho pasajeros en una cabina cerrada y un piloto en una cabina abierta detrás de la de pasajeros. El primer prototipo voló a principios de 1920.

## Historia operacional
El primer DH.18 fue entregado a Aircraft Transport and Travel para su uso en el servicio Croydon-París, pero se estrelló en un aterrizaje forzoso poco después del despegue desde Croydon, el 16 de agosto de 1920. Dos aviones más estaban siendo construidos por Airco para Aircraft Transport and Travel cuando la empresa en quiebra Airco fue comprada por BSA, que no deseaba continuar con el desarrollo o la producción de aviones. Geoffrey de Havilland, el diseñador jefe de Airco, fundó entonces la De Havilland Aircraft Company, completando los dos aviones parcialmente terminados como DH.18A, con montajes de motor y el tren de aterrizaje mejorados.
Aircraft Transport and Travel cerró a principios de 1921, debido a la competencia de las aerolíneas francesas subvencionadas. En marzo de 1921, el Gobierno británico concedió subsidios temporales para los servicios de aerolíneas, y el Consejo Aéreo compró una serie de aviones comerciales modernos para arrendarlos a las empresas aprobadas. Los tres DH.18 ex-A.T.&T. fueron adquiridos de esta manera y arrendados a Instone Air Line. Se construyó otro DH.18A por orden del Consejo Aéreo, así como dos DH.18B modificados, que tenían fuselajes completamente revestidos de contrachapado y poseían salidas de emergencia incorporadas.
Los DH.18 se mantuvieron ocupados volando en servicios aéreos continentales para Instone, acumulando muchas horas de vuelo. Un avión, el G-EAWO, fue transferido a Daimler Airway para operar en la ruta Croydon-París hasta que pudieran entregarse los De Havilland DH.34 que tenía encargados. Sin embargo, el 4 de abril de 1922, dos días después de que Daimler iniciara las operaciones con el avión, éste chocó con un Farman Goliath sobre el norte de Francia, 100 km al norte de París, muriendo siete personas, la primera colisión en el aire entre aviones comerciales.
El DH.18 fue retirado del servicio comercial en 1923, con un avión, el G-EARO, habiendo volado 144 834 km sin accidentes. Se utilizaron dos aviones para realizar pruebas, y uno de ellos fue objeto de un experimento del Ministerio del Aire acerca de cuánto tiempo podía permanecer a flote un avión después de caer al agua, siendo amerizado deliberadamente en el mar frente a Felixstowe el 2 de mayo de 1924, flotando durante 25 minutos. El restante avión se utilizó para realizar pruebas en RAE Farnborough hasta 1927, cuando fue desguazado.

## Variantes
DH.18
Prototipo, matriculado G-EARI.
DH.18A
Versión de producción inicial: tren de aterrizaje y soportes de motor modificados. Tres construidos, G-EARO, G-EAUF, G-EAWO.
DH.18B
Fuselaje recubierto de contrachapado y pesos aumentados. Dos construidos, G-EAWW y G-EAWX.

## Operadores
Reino Unido
- Aircraft Transport and Travel
- Instone Air Line
- Daimler Hire Ltd.
- Handley Page Transport

 Países Bajos
- KLM (arrendado)

## Especificaciones (DH.18A)
Referencia datos: British Civil Aircraft since 1919, Volume 2

### Características generales
- Tripulación: Uno (piloto)
- Capacidad: 8 pasajeros
- Longitud: 11,9 m (39 ft)
- Envergadura: 15,6 m (51,2 ft)
- Altura: 4 m (13,1 ft)
- Superficie alar: 57,7 m² (621,1 ft²)
- Peso vacío: 1833 kg (4039,9 lb)
- Peso cargado: 2956 kg (6515 lb)
- Planta motriz: 1× motor lineal de 12 cilindros en W refrigerado por agua Napier Lion.
  - Potencia: 340 kW (469 HP; 462 CV)
- Hélices: Bipala de paso fijo de madera

### Rendimiento
- Velocidad máxima operativa (Vno): 201 km/h (125 MPH; 109 kt)
- Velocidad crucero (Vc): 160 km/h (99 MPH; 86 kt)
- Alcance: 640 km (346 nmi; 398 mi)
- Techo de vuelo: 4900 m (16 076 ft)
- Régimen de ascenso: 3,4 m/s (669 ft/min)

## Aeronaves relacionadas

### Desarrollos relacionados
- Airco DH.16
- De Havilland DH.34

### Aeronaves similares
- BAT FK.26
- Martinsyde Buzzard
- Sopwith Antelope
- Sopwith Wallaby
- Vickers Vulcan
- Westland Limousine

### Secuencias de designación
- Secuencia DH._ (interna de Airco): ← DH.15 - DH.16 - DH.17 - DH.18 - DH.19 - DH.20 - DH.21 →